# Chrześcijańska Akademia Teologiczna w Warszawie
Chrześcijańska Akademia Teologiczna w Warszawie (ChAT) – publiczna ekumeniczna szkoła wyższa posiadająca dwa Wydziały: Wydział Teologiczny i Wydział Nauk Społecznych. Status prawny uczelni określa ustawa z dnia 16 marca 2000 o Chrześcijańskiej Akademii Teologicznej w Warszawie. Od 2018 uczelnia posiada nową, wybudowaną w latach 2017–2018 własną siedzibę przy ul. Władysława Broniewskiego 48 w Warszawie. W latach 1968–2018 mieściła się w gmachu Centrum Luterańskiego przy ul. Miodowej 21 w Warszawie.

## Historia

### Lata 1954–1989
Powstała w 1954 na mocy decyzji Rady Ministrów jako kontynuacja Wydziału Teologii Ewangelickiej i Studium Teologii Prawosławnej, utworzonych po pierwszej wojnie światowej na Uniwersytecie Warszawskim. Studium Teologii Prawosławnej nie otrzymało zezwolenia na wznowienie działalności po 1945, natomiast Wydział Teologii Ewangelickiej został wyodrębniony z Uniwersytetu Warszawskiego w 1954 i przekształcony – przy współudziale Kościołów starokatolickich – w odrębną Uczelnię: Chrześcijańską Akademię Teologiczną. Odtąd też istnieje w ChAT Sekcja Teologii Ewangelickiej i Sekcja Teologii Starokatolickiej, a od 1957 również Sekcja Teologii Prawosławnej. Początkowo uczelnia znajdowała się w Chylicach koło Warszawy (obecny Ewangelicki Ośrodek Diakonii „Tabita”), część zajęć odbywała się w siedzibie Prawosławnego Seminarium Duchownego przy ul. Paryskiej w Warszawie. Od roku akademickiego 1968/1969 siedziba główna uczelni znajdowała się w budynku Kościoła Ewangelicko-Augsburskiego przy ulicy Miodowej.

### W III Rzeczypospolitej

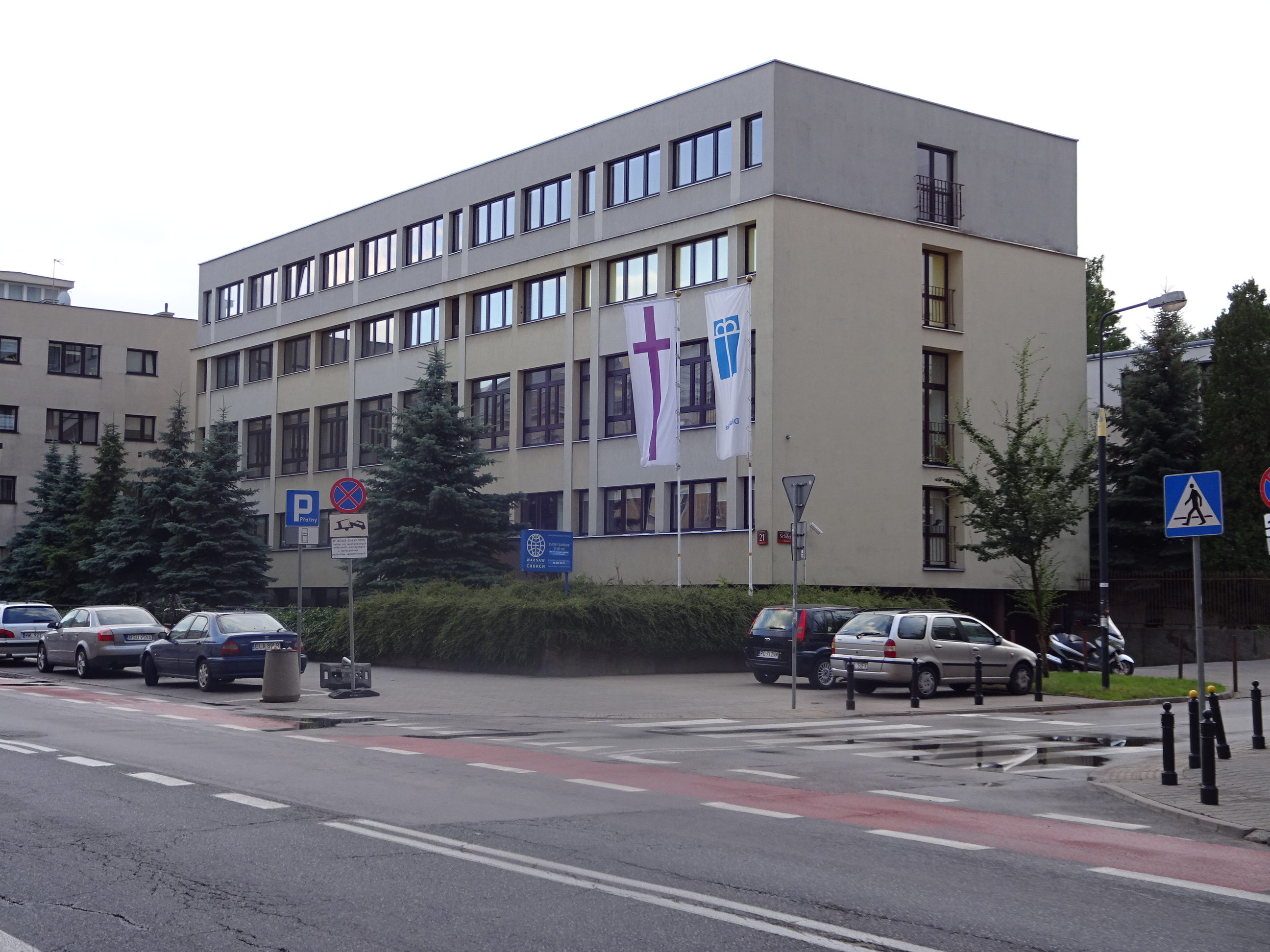
Dawna siedziba ChAT przy ul. Miodowej w Warszawie

Przemiany ustrojowe po roku 1989 pozwoliły rozszerzyć uczelniom, także uczelniom teologicznym, ich zakres autonomii i samodzielności. ChAT wykorzystała tę możliwość, opracowując w 1991 nowy statut uczelni, a także regulaminy studiów, organizacyjny oraz samorządu studenckiego. Przepisy te konkretyzują zakres kompetencji i odpowiedzialności poszczególnych członków kierownictwa ChAT oraz zapewniają współudział pracowników i studentów w podejmowaniu najważniejszych decyzji dotyczących uczelni. W roku akademickim 1991/1992 rozpoczął działalność Ekumeniczny Instytut Pedagogiczno-Katechetyczny. Był on praktyczną formą odpowiedzi na wyzwanie postawione przed Kościołami przez wprowadzenie nauki religii do szkół publicznych. W 1996 wyłoniła się konieczność restrukturyzacji Instytutu poprzez przekształcenie go w Ekumeniczny Instytut Pedagogiczny. Pozyskanie przez Uczelnię profesorów o znacznym dorobku naukowym umożliwiło podjęcie decyzji o utworzeniu z dniem 1 marca 1994 Studium Doktoranckiego w zakresie nauk teologicznych. W 2010 zawarto porozumienie pomiędzy Wyższą Szkołą Teologiczno-Społeczną w Warszawie a Chrześcijańską Akademią Teologiczną, w wyniku którego studenci równolegle studiują na dwóch uczelniach. Rozwiązanie to nawiązywało do wcześniejszego porozumienia między ChAT a Prawosławnym Seminarium Duchownym w Warszawie. Wraz z początkiem roku akademickiego 2012/2013 Wydział Teologiczny został podzielony na dwa wydziały: Wydział Teologiczny, w którym odbywają się studia trzech stopni na kierunku teologia oraz Wydział Pedagogiczny (obecna nazwa: Wydział Nauk Społecznych), w którym realizowane są studia I i II stopnia na kierunku pedagogika oraz studia I stopnia na kierunku praca socjalna. W Wydziale Nauk Społecznych nie stosuje się kryterium wyznaniowego.

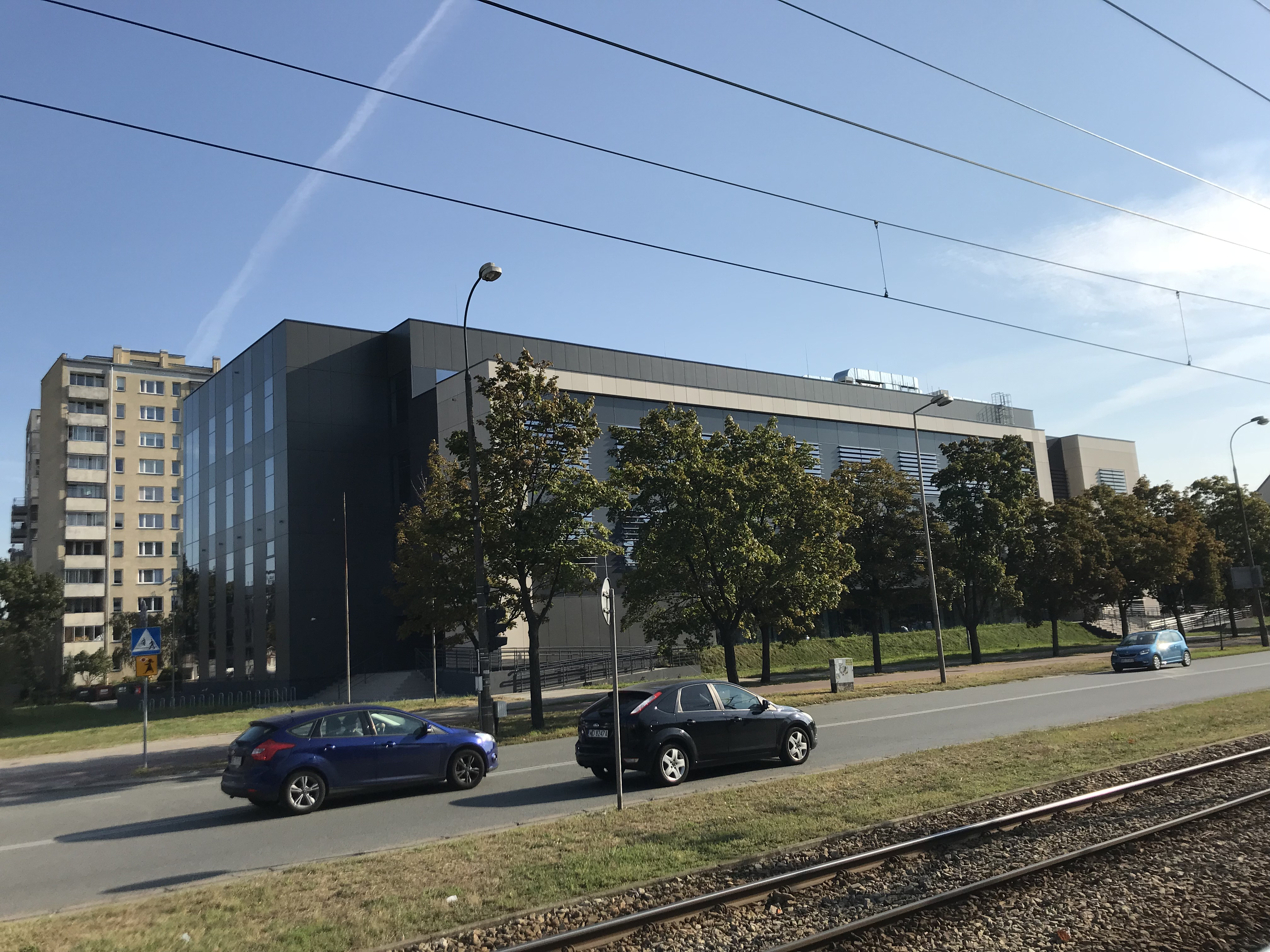
Nowy budynek ChAT przy ul. Broniewskiego 48 w Warszawie (wrzesień 2018)

Od roku akademickiego 2018/2019 zajęcia w obu wydziałach Akademii prowadzone są w jej nowej siedzibie przy ul. Broniewskiego 48 w Warszawie.
30 maja 2019 Senat ChAT dokonał wyboru Rady Uczelni w składzie: bp Jerzy Samiec, abp dr hab. Jakub (Kostiuczuk), bp dr hab. prof ChAT Marcin Hintz, prof. dr hab. Bogusław Śliwerski, ks. dr Andrzej Baczyński, ks. infułat Andrzej Gontarek, dr Jarosław Charkiewicz, mec. Tomasz Nast, Sebastian Szymański (przewodniczący samorządu studentów). Tego samego dnia Senat uchwalił także nowy Statut Akademii.
Centralna Komisja do Spraw Stopni i Tytułów 30 września 2019 przyznała uczelni prawo do nadawania stopnia naukowego doktora w zakresie pedagogiki. Z dniem 1 października 2019 Wydział Pedagogiczny otrzymał nową nazwę: Wydział Nauk Społecznych.

## Struktura i kierunki kształcenia uczelni
Akademia ma na celu przygotowanie pracowników duchownych oraz administracyjnych, oświatowych i opiekuńczych do pracy w tzw. zawodach społecznego zaufania. Ekumeniczny charakter ChAT decyduje o tym, że uczelnia realizuje swoje zadania w oparciu o zasadę równouprawnienia, wspólnych wartości wszystkich wyznań chrześcijańskich oraz kultur i tradycji. O przyjęcie do szkoły mogą się ubiegać wszyscy absolwenci szkół średnich. W roku akademickim 2006/2007 ChAT liczyła około tysiąca studentów, 90 nauczycieli akademickich – w tym 20 profesorów i doktorów habilitowanych, 38 doktorów oraz 32 asystentów, starszych wykładowców i wykładowców (z tego ponad 92% stanowili pracownicy mianowani lub zatrudnieni w uczelni jako w pierwszym miejscu pracy).
Z początkiem roku akademickiego 2011/12 w Uczelni studiowało 668 studentów, z czego ok. 100 osób to studenci I roku.

## Poczet rektorów ChAT
- 1954–1965 – ks. prof. dr hab. Wiktor Niemczyk, Kościół Ewangelicko-Augsburski w RP
- 1965–1981 – ks. prof. dr Woldemar Gastpary, Kościół Ewangelicko-Augsburski w RP
- 1981–1987 – ks. prof. dr Jan Bogusław Niemczyk, Kościół Ewangelicko-Augsburski w RP
- 1987–1990 – ks. prof. dr hab. Jerzy Gryniakow, Kościół Ewangelicko-Augsburski w RP
- 1990–1996 – bp prof. dr hab. Wiktor Wysoczański, Kościół Polskokatolicki w RP
- 1996–2002 – abp prof. dr hab. Jeremiasz Jan Anchimiuk, Polski Autokefaliczny Kościół Prawosławny
- 2002–2008 – bp prof. dr hab. Wiktor Wysoczański, Kościół Polskokatolicki w RP
- 2008–2012 – abp prof. dr hab. Jeremiasz Jan Anchimiuk, Polski Autokefaliczny Kościół Prawosławny
- 2012–2020 – ks. prof. dr hab. Bogusław Milerski, Kościół Ewangelicko-Augsburski w RP
- od 2020– abp prof. dr hab. Jerzy Pańkowski, Polski Autokefaliczny Kościół Prawosławny[8]

## Władze uczelni w kadencji 2020–2024
- Rektor – abp prof. dr hab. Jerzy Pańkowski
- Prorektor do spraw finansów i rozwoju – ks. dr hab. Bogusław Milerski, prof. ChAT
- Prorektor do spraw kształcenia i nauki – prof. dr hab. Tadeusz Jacek Zieliński[8]
- Dyrektor administracyjny ChAT (kanclerz) – mgr Bogumiła Fliszkiewicz[9]

## Podstawowe jednostki organizacyjne
- Wydział Teologiczny
- Wydział Nauk Społecznych

## Ogólnouczelniane jednostki organizacyjne
- Wydział Teologiczny – dziekan: dr hab. Jerzy Ostapczuk, prof. ChAT
- Wydział Nauk Społecznych – dziekan: dr hab. Bogusław Milerski, prof.ChAT
- Szkoła Doktorska – dyrektor; dr hab. Jakub Slawik
- Studium Języków Obcych – kierownik: mgr Renata Rudnicka
- Studium Wychowania Fizycznego – kierownik: mgr Maciej Wenta
- Biblioteka Główna ChAT – dyrektor: dr Adam Martynowicz
- Wydawnictwo Naukowe ChAT – redaktor naczelny: prof. dr hab. Tadeusz J. Zieliński[10]
- Dział Administracji – p.o. kanclerz mgr Bogumiła Fliszkiewicz

## Współpraca międzynarodowa
Uczelnia prowadzi współpracę z Wydziałem Teologii Ewangelickiej Uniwersytetu w Bonn, Chrześcijańskokatolickim i Ewangelickim Wydziałem Teologii Uniwersytetu w Bernie i Ewangelicką Wyższą Szkołą Zawodową we Fryburgu Bryzgowijskim. Utrzymuje też bliskie więzi z uczelniami prawosławnymi w Siergiew Posad i Atenach.

## Działalność wydawnicza
Przygotowywane w Uczelni publikacje ukazują się w Wydawnictwie Naukowym ChAT. Obok druków zwartych (książek), publikowane są trzy czasopisma naukowe:
- Rocznik Teologiczny
- Studia z Teorii Wychowania
- Studia i Dokumenty Ekumeniczne[11]

## Doktorzyhonoris causaChAT
| - bp Karol Kotula (1959) - bp Leon Grochowski (1966) - ks. dr Andrzej Buzek (1969) - ks. dr Helmut Hild (1974) - bp Ján Michalko (1974) - bp Moritz Mitzenheim (1974) - metropolita Nikodem (1974) - ks. Günter Berndt (1976) - ks. Wiktor Niemczyk (1979) - Billy Graham (1981) - metropolita Barnabasz (Mikołaj Tzortzatos) (1983) | - bp Kurt Scharf (1985) - Bert B. Beach (1987) - patriarcha Dymitrios I (1987) - abp Antonius Jan Glazemaker (1989) - abp Marinus Kok (1994) - ks. Kurt Stalder (1994) - ks. Eugen Voss (1994) - ks. Gerhard Sauter (1995) - ks. Urs von Arx (1996) - abp Alfons Nossol (1997) - patriarcha Bartłomiej I (1998) | - bp Jan Szarek (2000) - Jan Broda (2001) - bp Hans Gerny (2001) - metropolita Nikodem (Rusnak) (2002) - abp Chrystodulos (2003) - patriarcha Maksym - metropolita Cyryl (2004) - bp Zygmunt Zimowski (2008) - ks. Wacław Hryniewicz (2009) - bp Wolfgang Huber (2009) - patriarcha Jan X (2016) - ks. Michael Meyer-Blanck (2017) - abp Anastazy (2022) - prof. Zbyszko Melosik (2022) |

## Odznaczenie uczelniane
W 2014 Senat ChAT ustanowił odznaczenie uczelniane pn. Medal za Zasługi dla Chrześcijańskiej Akademii Teologicznej w Warszawie i nadał je: J.E. Metropolicie prof. Sawie, abp. prof. Jeremiaszowi, bp. prof. Wiktorowi Wysoczańskiemu, ks. prof. Marianowi Bendzy, prof. Karolowi Karskiemu i prof. Januszowi T. Maciuszce. W 2016 odznaczenie to przyznano prof. Michaelowi Wolterowi, w 2017 ks. prof. Manfredowi Uglorzowi, a w 2018 prof. Michałowi Pietrzakowi.

## Koła Naukowe i organizacje studenckie

### Samorząd studencki
- Ada Maria Warowny – przewodnicząca
- Nenad Mijanović – wiceprzewodniczący
- Maja Wydra – sekretarz
- Klaudia Anna Szymańska
- Kamil Czumaj
- Justyna Kamińska
- Damian Heratym
- Yelyzaveta Maksymova[27]

### Samorząd Doktorantów ChAT
- mgr Jonasz Oświeciński – przewodniczący
- mgr Mateusz Jelinek – zastępca przewodniczącego
- mgr Piotr Dawidziuk – sekretarz[28]

### Organizacje studenckie
- Koło Teologów Ewangelickich – Maksymilian Gadowski (prezes)
- Koło Teologów Prawosławnych
- Koło Naukowe Pracy Socjalnej
- Koło Naukowe Wielokulturowości
- Studenckie Koło Naukowe Resocjalizacji
- Prawosławny Chór ChAT – prof. dr hab. Włodzimierz Wołosiuk (dyrygent)

## Ekumeniczny Uniwersytet Trzeciego Wieku ChAT
23 października 2012 roku rozpoczęła się działalność Ekumenicznego Uniwersytetu Trzeciego Wieku, który znajduje się pod patronatem ChAT. Ekumeniczny Uniwersytet Trzeciego Wieku (EUTW) powstał z inicjatywy grupy osób związanych z luterańską parafią Św. Trójcy i spotkał się z przychylnością oraz wsparciem Polskiej Rady Ekumenicznej oraz ChAT. Akademia sprawuje nadzór naukowy nad przedsięwzięciem. Ideą EUTW jest umożliwienie permanentnego kształcenia i prowadzenia aktywnego trybu życia osobom starszym z różnych środowisk konfesyjnych. Prezesem zarządu EUTW jest Roman Michalak.

## Kościoły kształcące kadry duchownych i katechetów na ChAT
W ramach trzech sekcji Chrześcijańskiej Akademii Teologicznej w Warszawie, kształcą się duchowni i katecheci różnych Kościołów chrześcijańskich w Polsce i nie tylko.

### Sekcja Prawosławna
- Polski Autokefaliczny Kościół Prawosławny

### Sekcja Ewangelicka
- Kościół Ewangelicko-Augsburski w RP
- Kościół Ewangelicko-Reformowany w RP
- Kościół Ewangelicko-Metodystyczny w RP
- Kościół Zielonoświątkowy w RP
- Kościół Adwentystów Dnia Siódmego
- Kościół Chrześcijan Baptystów

### Sekcja Starokatolicka
- Kościół Polskokatolicki w RP
- Kościół Starokatolicki Mariawitów w RP
- Kościół Katolicki Mariawitów w RP

## Nowa siedziba
W latach 2017–2018 uczelnia wybudowała nową i pierwszą własną siedzibę, usytuowaną przy ul. Broniewskiego 48 w Warszawie na nabytej w 2011 działce. Środki na inwestycję pochodziły z budżetu państwa. W lutym 2017 rektor ChAT ks. prof. Bogusław Milerski podpisał umowę ze spółką Strabag na wzniesienie tego budynku. Koszt inwestycji wyniósł 31,2 mln złotych. W grudniu 2017 zakończono 1. etap budowy polegający na zadaszeniu gmachu. Oddanie obiektu do użytku zaplanowano na rok 2018. W czerwcu 2018 uczelnia ogłosiła, że proces budowy gmachu został zakończony i że zajęcia w roku akademickim 2018/2019 będą się odbywały już w nowej siedzibie. 4 października 2018 dokonano uroczystego otwarcia i poświęcenia budynku.